# Notiophygus peniculus
Notiophygus peniculus is een keversoort uit de familie Discolomatidae. De wetenschappelijke naam van de soort is voor het eerst geldig gepubliceerd in 1968 door John.